# Филино (Собинский район)
Филино — деревня в Собинском районе Владимирской области России, входит в состав Куриловского сельского поселения.

## География
Деревня расположена в 4 км на север от центра поселения деревни Курилово и в 17 км на север от райцентра города Собинка.

## История
В конце XIX — начале XX века деревня входила в состав Ставровской волости Владимирского уезда Владимирской губернии. В 1859 году в деревне числилось 30 дворов, в 1905 году — 27 дворов, в 1926 году — 25 хозяйств.
С 1929 года деревня входила в состав Белодворского сельсовета Ставровского района, с 1932 года — в составе Юровского сельсовета Собинского района, с 1945 года — вновь в составе Ставровского района, с 1965 года — в составе Собинского района, с 1976 года — в составе Куриловского сельсовета, с 2005 года — Куриловского сельского поселения.

## Население
| 1859 | 1905 | 1926 | 2002 | 2010 | 2021 |
| ---- | ---- | ---- | ---- | ---- | ---- |
| 174  | ↗229 | ↘117 | ↘1   | →1   | ↗7   |

## Известные уроженцы
- Грызлов, Фёдор Иванович  (1895—1972) — советский военачальник, генерал-майор